# Рестамп
Компания «Рестамп» (Реставрационный ампир) была основана в 1991 году в Санкт-Петербурге. Компания занимается реставрацией и изготовлением художественных изделий из бронзы. Участвует в проектах, связанных с реконструкцией памятников архитектуры. 

## Деятельность
Светильники компании были использованы в Храме Христа Спасителя, музее «Мраморный дворец» и
кремлёвских апартаментах президента России. В 2011 году люстра производства компании была установлена в резиденции украинского президента Виктора Януковича «Межигорье».
Также компания участвовала в реконструкции:
- Большого Меншиковского дворца[2],
- Михайловского замка — воссоздание люстр залов Антиков[источник не указан 2375 дней],
- Строгановского дворца — воссозданные по эскизам А. Н. Воронихина хрустальные полулюстры, смонтированные на зеркалах Углового зала[источник не указан 2375 дней],
- Константиновского дворца — воссоздание центральной люстры на 40 свечей и 2-х боковых по 30 свечей, опираясь на эскизы Штакеншнейдера и довоенные чёрно-белые фотографии[источник не указан 2375 дней].

## Критика
В 2009 году компания стала объектом внимания природоохранной прокуратуры Санкт-Петербурга. В результате проверок были выявлены нарушения порядка обращения с отходами производства и несанкционированное загрязнение воздуха.